# Samuel Johnson
Samuel Johnson (Lichfield, 18 de septiembre de 1709-Londres, 13 de diciembre de 1784) fue un poeta, ensayista, biógrafo, crítico literario y lexicógrafo inglés. Fue una de las figuras literarias más importantes de Inglaterra: autor del primer diccionario de la lengua inglesa, y considerado por muchos como el mejor crítico literario en idioma inglés. Johnson era poseedor de un gran talento y de una prosa con un estilo inigualable. 
Nacido en Lichfield, Johnson estudió en la Universidad de Oxford hasta que la falta de recursos económicos lo obligó a abandonar sus estudios. Tras trabajar en penosas condiciones como periodista y traductor en Birmingham, y como maestro de escuela en su ciudad natal, en 1737 se trasladó a Londres y comenzó a escribir para The Gentleman's Magazine, una revista literaria. Entre sus primeras obras destacan la Vida de Richard Savage, los poemas London y The Vanity of Human Wishes, y la obra teatral Irene. Tras nueve años de esfuerzo, en 1755 publicó sin ninguna ayuda el primer diccionario de la lengua inglesa. El Diccionario de Johnson fue enormemente destacado, y es hoy en día aclamado como «uno de los mayores logros individuales de la erudición». Entre sus trabajos posteriores se incluyen numerosos ensayos, la edición crítica de las obras de William Shakespeare, y su Rasselas. En 1763 entabló amistad con su futuro biógrafo James Boswell, con quien viajó a Escocia, viaje que Johnson describió en su Viaje a las Islas Occidentales de Escocia. Casi al final de su vida publicó las Vidas de los poetas ingleses más eminentes, una enorme e influyente edición biográfica y crítica de los poetas ingleses más destacados de los siglos XVII y XVIII.
Tras la publicación de su Diccionario, Johnson se convirtió en una celebridad y recibió el título de doctor por parte del Trinity College de Dublín. Johnson era alto y robusto, de aspecto a menudo desarreglado y afectado de tics y gesticulaciones nerviosas que a veces desconcertaban a los que lo conocían; además, su personalidad podía ser brusca, lo que contrastaba con su profunda erudición y su brillante conversación, su devoto anglicanismo y su aparente conservadurismo. Por todo ello, el interés por su figura y las anécdotas sobre Johnson comenzaron a circular rápidamente por todo el Reino Unido. Pese a la fama y al respeto que inspiraba, Johnson jamás hizo fortuna, y vivió la mayor parte de su vida en circunstancias económicas muy precarias. No obstante, era un hombre profundamente compasivo, y frecuentemente acogía bajo su propio techo a amigos pobres o en dificultades, incluso cuando apenas podía sostenerse económicamente a sí mismo.
Aunque sus contribuciones al desarrollo de la crítica literaria inglesa están ampliamente reconocidas, en la actualidad la figura de Johnson es principalmente recordada por ser el objeto de «el más notable ejemplo de arte biográfico en las letras inglesas» la biografía La vida de Samuel Johnson, escrita por su amigo James Boswell. Su estilo aforístico, su filosofía basada sobre todo en el sentido común, y la elegancia de su estilo literario han contribuido a que Johnson sea el segundo autor más citado de la lengua inglesa tras Shakespeare.

## Biografía

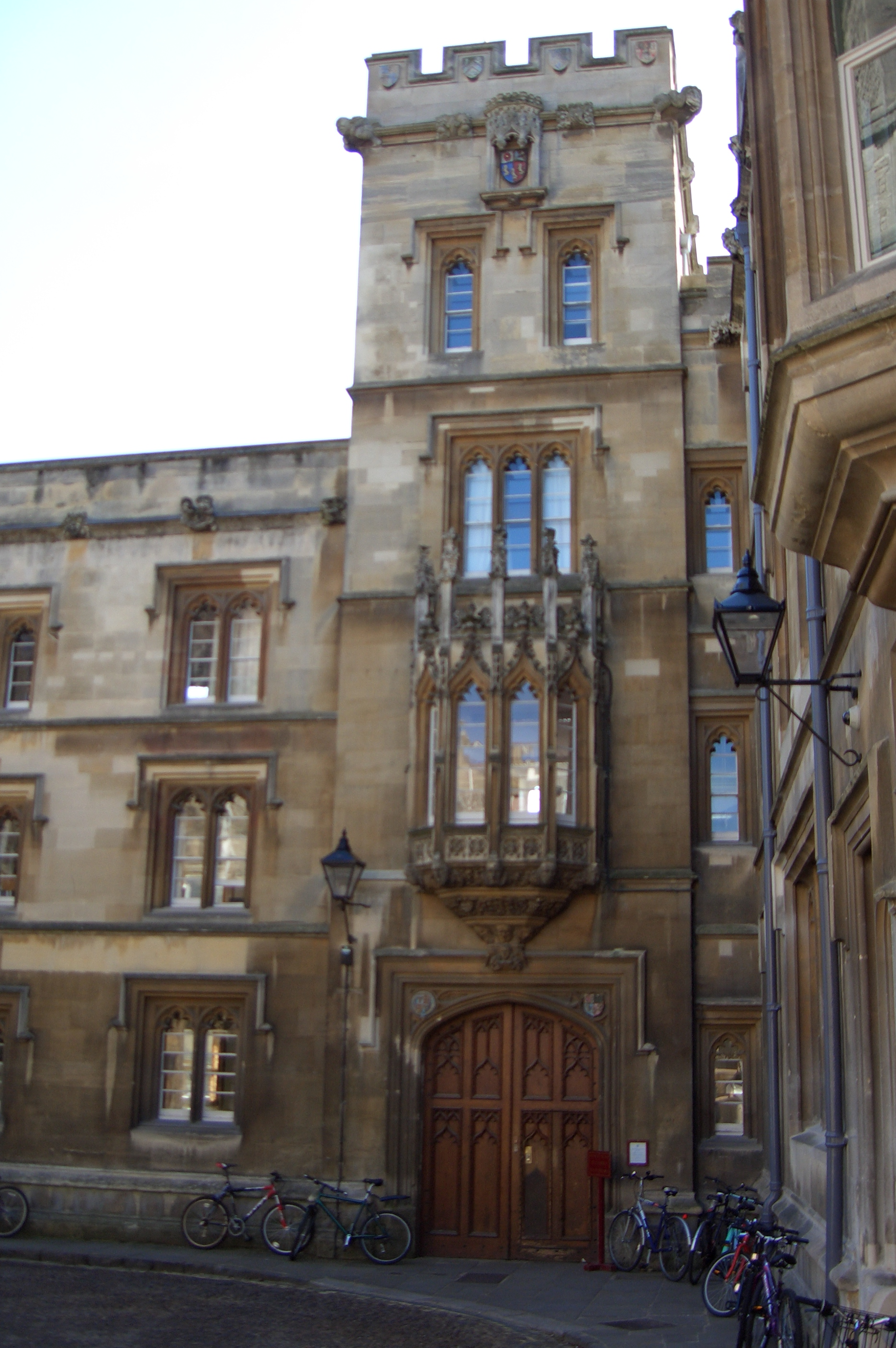
Entrada de Pembroke College (Oxford), donde residió Johnson.

### Primeros años (1709-1737)
Hijo de un humilde bibliotecario, Johnson nació en Lichfield, Staffordshire, el 18 de septiembre de 1709. De niño estuvo afligido por la escrófula, que afectó a su visión. Se educó en la Lichfield Grammar School y brevemente en el King Edward VI College de la cercana Stourbridge. Tras acabar su educación primaria en 1726, pasó dos años trabajando con su padre hasta que al fallecer una prima de su madre en 1728, la familia heredó suficiente dinero como para enviar a Johnson a la universidad. Así, el 31 de octubre de 1728, poco después de cumplir los diecinueve años, ingresó en el Pembroke College, de Oxford. La herencia no cubría todos sus gastos, así que Andrew Corbet, un vecino y colega suyo, se ofreció a ayudarle. Sin embargo, Corbet nunca cumplió su promesa y en 1729, pasados sólo trece meses, su precaria situación económica obligó a Johnson a dejar Oxford sin haberse graduado.
Entre 1729 y 1731 Johnson residió en Lichfield sin que se sepan grandes detalles de su vida. En 1731 intentó encontrar trabajo como instructor y maestro de escuela, pero el director de la Adam's Grammar School, el reverendo Samuel Lee, lo rechazó por no tener título académico alguno. Encontró finalmente trabajo en una escuela de Market Bosworth, pero aburrido y poco satisfecho con su trabajo dimitió en 1732 y volvió a Lichfield. Tras ser rechazado para un puesto de maestro en Ashbourne, en 1733 Johnson se trasladó a Birmingham invitado por su amigo Edmund Hector. Allí conoció al casero de Hector, Thomas Warren, que operaba la primera librería de Birmingham y acababa de empezar a publicar The Birmingham Journal, el primer periódico de la ciudad. Impresionado por Johnson, Warren le ofreció un empleo, y a partir de ese momento Johnson comenzó a ganarse la vida como redactor, periodista y traductor. Durante esta época convenció a Warren de que financiara su traducción de los viajes de Jerónimo Lobo por Abisinia, que fue su primera publicación. Trabó estrecha amistad con Harry Porter, un comerciante de Birmingham a quien asistió en su lecho de muerte en 1734. Unos meses después del fallecimiento de Porter, Johnson contrajo matrimonio con su viuda, Elizabeth "Tetty" Porter, de 45 años de edad y con dos hijos.
Tras fracasar en su intento de convertirse en el director de la Solihull School, en otoño de 1735 Johnson abrió su propia escuela en Edial, a las afueras de Lichfield. Solo consiguió atraer a tres alumnos: Lawrence Offley, Peter Garrick y David Garrick, quien posteriormente se convertiría en el actor más famoso de su época. El colegio fue un fracaso, y costó a Porter buena parte de sus ahorros. En vez de tratar de reflotar la escuela, Johnson abandonó la idea y empezó a escribir su primera gran obra, la tragedia histórica Irene.

### Londres (1737-1755)

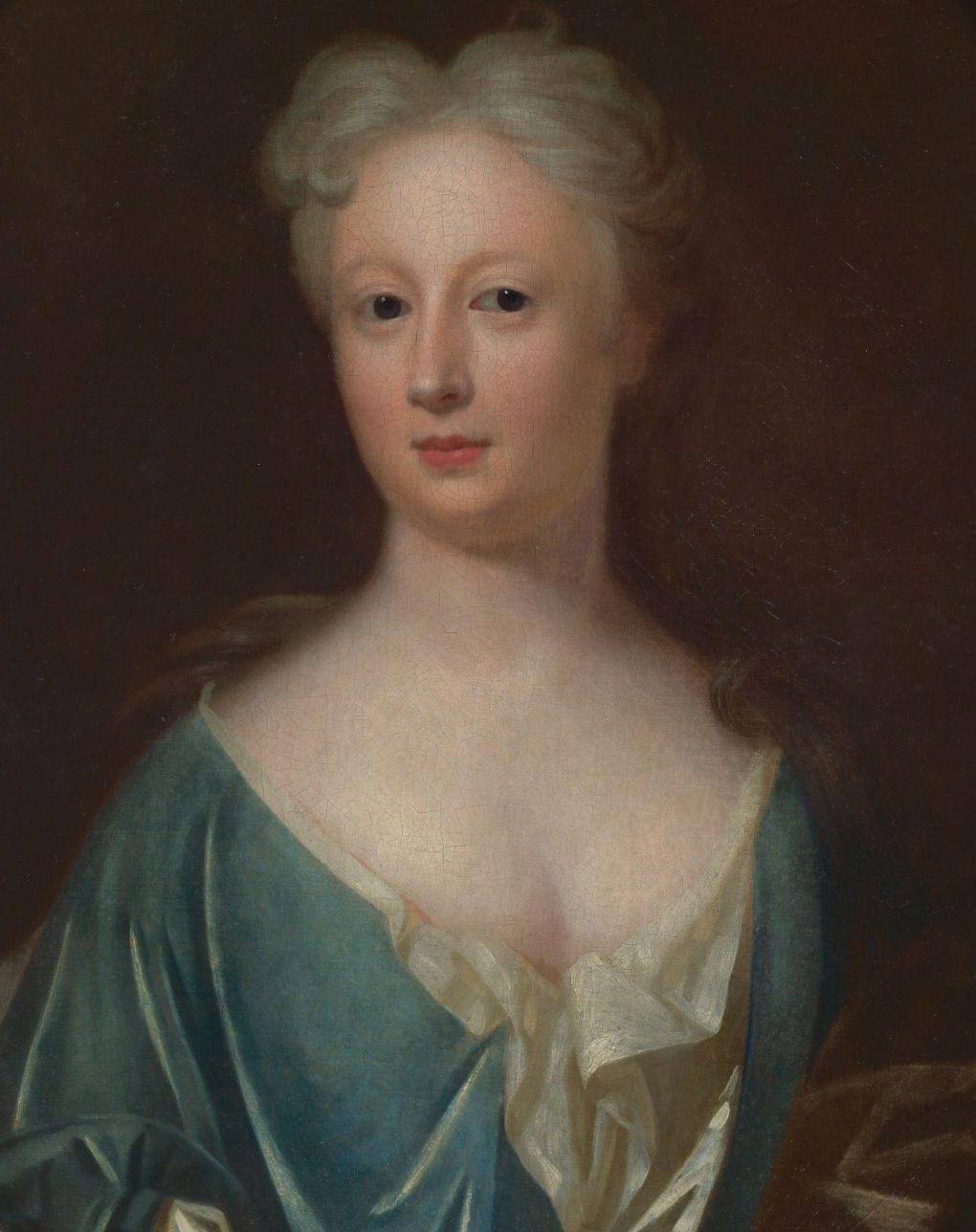
Elizabeth "Tetty" Porter, la esposa de Johnson

Con la intención de acabar su Irene y verla estrenada en los escenarios, el 2 de marzo de 1737 Johnson se mudó a Londres junto a su exalumno David Garrick. A través de los contactos de Richard Norris, un familiar de Garrick, Johnson escribió al editor Edward Cave con la propuesta de traducir la Historia del Concilio de Trento de Paolo Sarpi. Impresionado con su erudición, Cave le propuso que comenzara a escribir para The Gentleman's Magazine, una revista literaria a la que contribuyó asiduamente con artículos y ensayos en todo tipo de temas, incluso como corresponsal de los debates parlamentarios. Pese a su gran producción literaria, Johnson continuó viviendo en la pobreza. En 1738 comenzó a establecer su fama como poeta al publicar el poema London (1738), escrito a imitación de la Tercera Sátira de Juvenal y publicado anónimamente. El poema atrajo la atención de Alexander Pope, por entonces el principal poeta, quien elogió la obra y predijo que su autor pronto conocería el éxito. Ese mismo año, acosado por las penurias económicas, Johnson intentó conseguir el puesto de director de la escuela de Appleby, pero su carencia de un título universitario le impidieron conseguir el puesto. A fin de tratar de que lo consiguiera, Alexander Pope pidió a Lord Gower que usara su influencia en Oxford para que la universidad le concediera el grado de Master of Arts, pero la universidad de Oxford rechazó el intento. Seguidamente, Pope pidió a su amigo Jonathan Swift que usara su influencia en la Universidad de Dublín para que ésta le concediera el grado, pero Swift se negó a ayudarle.
Entre 1737 y 1739 Johnson trabó amistad con el escritor Richard Savage; Sintiéndose culpable por vivir principalmente de los ahorros de su mujer Tetty, Johnson se mudó con Savage y comenzó a vivir en gran precariedad, a menudo durmiendo en bodegas o sótanos abandonados, o deambulando por las calles de Londres durante las noches Savage acabó muriendo en prisión en Bristol en 1743, acuciado por las deudas. Su amistad con Savage lo inspiraría para escribir su primera gran biografía, la Vida de Richard Savage (1745). Durante este período se mantuvo escribiendo para Cave y editando toda clase de obras y panfletos. Aunque su reputación estaba en ascenso, no consiguió escapar de la pobreza.

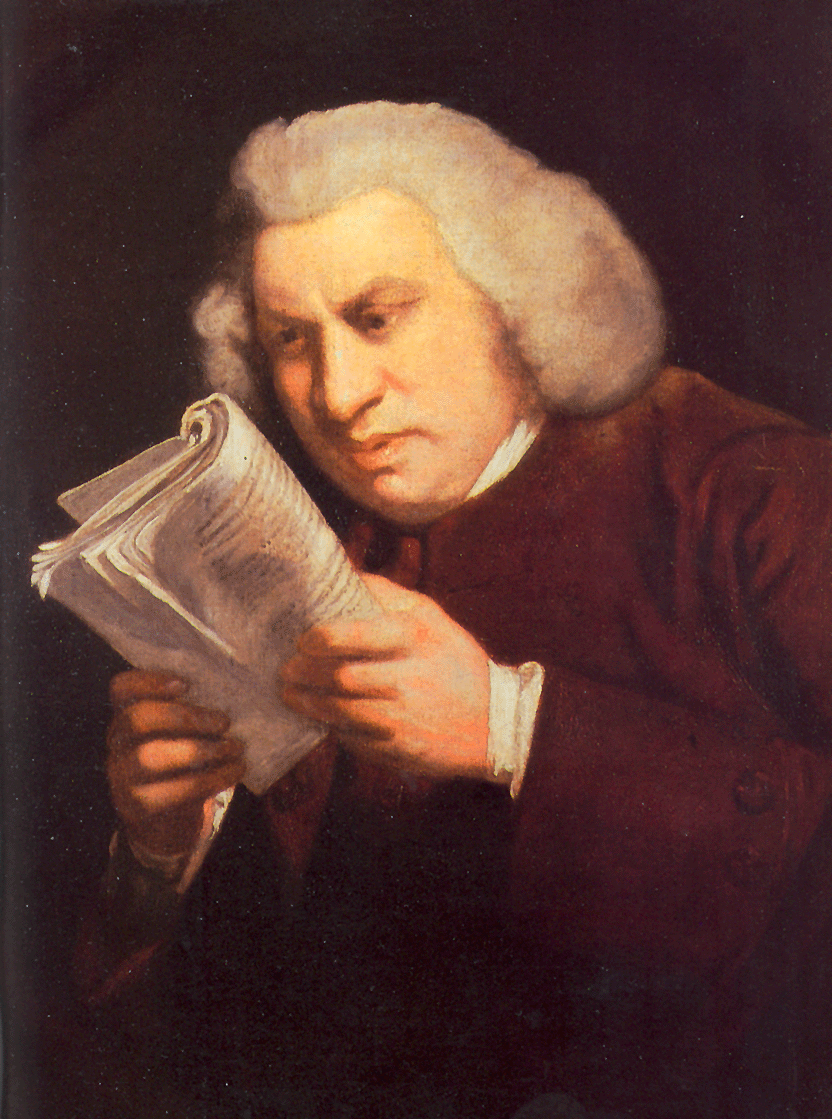
Retrato de Johnson hecho por Joshua Reynolds en 1775, que muestra la intensa concentración de Johnson y la debilidad de su vista.

En 1746, un grupo de editores londinenses propuso a Johnson que preparara un diccionario de autoridades de la lengua inglesa. Esta labor, muy ambiciosa, no se había intentado previamente. Johnson aceptó el encargo a cambio de un contrato de 1.500 guineas, con la idea de completarlo en tres años. El trabajo de compilar el diccionario le llevó finalmente unos nueve años: entre 1747 y 1755. Su Dictionary of the English Language se convirtió en su obra más conocida, y estableció firmemente su reputación. En el diccionario Johnson desplegó una estructura muy innovadora, ofreciendo definiciones, etimologías (a veces controvertidas) y ejemplos de uso y autoridades extraídas de todo tipo de obras literarias. Aunque muy elogiado e incalculablemente influyente, Johnson no ganó mucho dinero con el diccionario: se estima que tan sólo recibió £1.575, pero que gastó la mayor parte durante el largo proceso de escritura pagando con sus propios fondos a copistas, redactores, y materiales.
Durante el período de redacción del Diccionario, Johnson también publicó otras obras destacadas. En 1749 publicó su poema más famoso, The Vanity of Human Wishes (La Vanidad de los Deseos Humanos), en imitación de la décima sátira de Juvenal, que fue recibido con aclamación de la crítica pero poco entusiasmo entre el público. Ese mismo año su antiguo pupilo David Garrick, que se había convertido en el principal actor y productor teatral de Inglaterra, produjo en los escenarios la obra de teatro Irene que Johnson había escrito una década antes. Irene fue en un primer momento un éxito sobre todo debido a los esfuerzos de Garrick y sus amigos para promocionar la obra, y Johnson hizo más dinero con ella que con cualquier otro de sus escritos. Sin embargo, luego de su primer estreno nunca fue puesta en los escenarios de nuevo; la obra ha sido considerada un tanto árida y carente de efectividad dramática, y hasta 1999 no se volvió a producir para los escenarios.
Entre 1750 y 1752 Johnson también publicó un semanario titulado The Rambler (El divagador), que se publicaba los martes y los sábados. Johnson fue el autor de casi todos sus artículos y ensayos. Generalmente de temática moral o religiosa, estos ensayos son más serios de lo que su título sugiere. The Rambler tuvo un éxito muy modesto, y Johnson no hizo dinero con él, aunque sí contribuyó a establecer su fama literaria por todo el Reino Unido, sobre todo una vez sus ensayos fueron compilados en un único volumen, cuando tuvieron una gran aceptación. No obstante, su amigo James Elphinston (1721-1809) los publicaba semanalmente también en Edimburgo. La esposa de Johnson, Tetty, murió poco después de aparecer la última entrega en 1752, y Johnson se vio sumamente afectado por esta pérdida.
Durante el resto de este período Johnson se dedicó a compilar su diccionario al tiempo que editaba los escritos de amigos y conocidos, y ponía su pluma al servicio de párrocos a los que escribía sus sermones a cambio de dos guineas por sermón. Conforme se acercaba la fecha de finalización del Diccionario, Johnson protagonizó una polémica con Lord Chesterfield, quien pese a haber prometido patrocinar la obra no había ofrecido ninguna ayuda a Johnson. Pese a esto, Chesterfield albergaba la ambición de que Johnson le dedicara el Diccionario, algo a lo que Johnson se negó en un muy comentado intercambio epistolar con Chesterfield. A merced de las peticiones de sus amigos, poco antes de que se publicara el Diccionario en 1755, la Universidad de Oxford le concedió el grado de Master of Arts a fin de poder elevar el prestigio de la obra al figurar dicho título académico en el frontispicio de la misma.

### El Diccionario de Johnson (1755-1765)
La publicación del Diccionario en 1755 convirtió a Johnson en una celebridad, y recibió señales de estima de lugares tan remotos como la Academia Francesa y la Accademia della Crusca, que le hicieron llegar copias de sus propios diccionarios. Pese a ello, Johnson se vio acuciado por dificultades económicas. En 1756 fue arrestado por una deuda de £5 y 18 chelines. Avergonzado, pidió la ayuda del escritor y editor Samuel Richardson, a quien apenas conocía. Richardson acudió en su ayuda y ambos se hicieron amigos. A través de Richardson Johnson conoció al pintor Joshua Reynolds, con el que le uniría una estrecha amistad hasta el fin de su vida, y quien actuaría como albacea de Johnson. Ese mismo año, aceptó empezar a escribir para The Literary Magazine, or Universal, otra revista literaria donde publicó numerosos ensayos.
En 1756 también publicó un plan de suscripción para la edición de las obras teatrales de Shakespeare, que no verán la luz hasta diez años después; el poeta contemporáneo Charles Churchill aludió a este hecho al escribir: "He for subscribers baits his hook / and takes your cash, but where's the book?" (Para los suscriptores prepara su carnada/ y toma su dinero, pero, ¿dónde está el libro?).
En 1758 comenzó a escribir otro semanario, The Idler (El ocioso). Estos ensayos eran más breves y menos serios que The Rambler, y se publicaron semanalmente durante dos años. A diferencia de The Rambler, publicado de manera independiente, The Idler apareció como suplemento de The Literary Magazine, lo que contribuyó a su mayor difusión y popularidad.
En 1759 publica la novela filosófica La historia de Rasselas, príncipe de Abisinia, según dijo, escrita en dos semanas para costear el funeral de su madre; el éxito fue rotundo, recibiendo alabanzas incluso en el extranjero, donde fue y sigue siendo comparada con el Cándido de Voltaire, novela de temática parecida y escrita casi a la vez. 

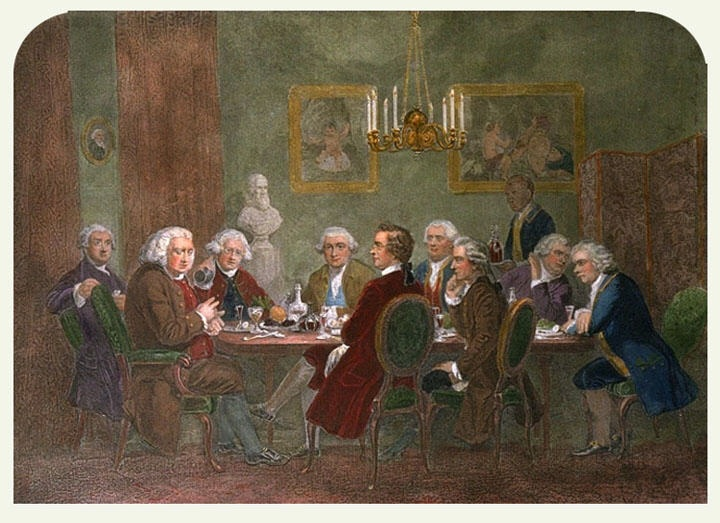
The Club, club de caballeros fundado por Samuel Johnson, reunido en una de sus sesiones.

En 1762, Johnson recibe una pensión gubernamental de trescientas libras anuales, principalmente gracias a los esfuerzos de Thomas Sheridan y el conde de Bute. El año siguiente conoce a James Boswell, su futuro biógrafo. Más o menos al mismo tiempo, en 1764, funda “The Club”, un grupo literario que incluye a Joshua Reynolds, Edmund Burke, David Garrick, Edward Gibbon y a Oliver Goldsmith, entre otros. Para entonces, Johnson ya es una celebridad; en 1765 recibe un doctorado honorífico del Trinity College en Dublín, seguido por uno de Oxford diez años después. A partir de este momento, pasará a ser referido como el doctor Johnson, apelativo que él detestaba, insistiendo en ser llamado mister Johnson.

### Carrera posterior (1765-1782)

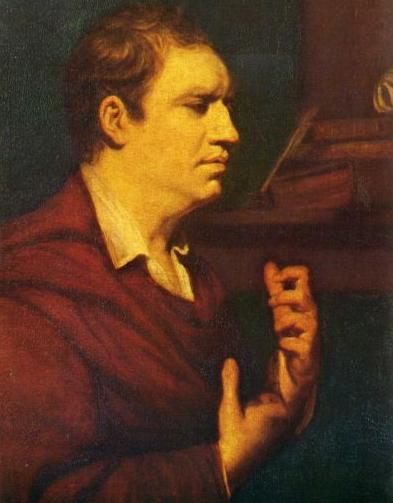
Retrato de Samuel Johnson, por sir Joshua Reynolds, 1769. El retrato muestra las extrañas gesticulaciones del doctor Johnson, del que se cree padeció el síndrome de Tourette.

En 1765 conoce a Henry Thrale, un opulento cervecero y miembro del parlamento. Al poco tiempo se hacen amigos, y Johnson se integra en la familia: vivirá con los Thrales los próximos quince años, hasta la muerte de Henry en 1781. Los diarios y la correspondencia de Hester Thrale son, después del material de Boswell, la fuente de información más importante que hay sobre Johnson. Generalmente se ha señalado que Johnson difícilmente habría alcanzado los 75 años de edad de no haber sido por la ayuda y los cuidados que recibió con los Thrale, al menos hasta la muerte de Henry Thrale en 1782. La ayuda económica que recibió de los mismos le permitió mantenerse más dignamente de lo que sus escasos ingresos y su pobre pensión le permitían.
En 1773, diez años después de conocerse, Boswell y Johnson se embarcan en un viaje por las islas occidentales de Escocia, cuyo testimonio queda plasmado en el libro A Journey to the Western Islands of Scotland (1775). (La versión de Boswell, The Journal of a Tour to the Hebrides, se publica en 1786.) Su visita a las tierras altas de Escocia y a las islas Hébridas tiene lugar durante la pacificación posterior a la era jacobina, cuando el sistema de clanes escocés estaba siendo obliterado y la cultura gaélica romantizada. Johnson ataca duramente a quienes aseveran que los poemas publicados por James Macpherson con supuesta sutorís de Ossian son traducciones de la literatura escocesa antigua, afirmando que «en aquella época no había habido nada escrito en erse»; Johnson no dejó de convencerse de ello al pedir a McPherson que mostrara el manuscrito del que decía haber obtenido el poema, algo que este nunca hizo, y acabó concluyendo que lo más probable era que McPherson hubiera adaptado poemas de la tradición oral gaélica y los hubiera refundido a modo de saga. No obstante, fue especialmente hostil contra McPherson y los poemas de Ossian, de los que dijo que eran vulgares y de baja calidad; además, partiendo de un moderado no hay pruebas acabó proclamando que el erse nunca había sido una lengua escrita. Sin embargo, Johnson contribuyó al fomento de esta lengua pidiendo que se tradujera la Biblia a este idioma, lo que se hizo al poco tiempo. Hasta entonces, los galos escoceses habían dependido de la versión gaélico irlandesa de Bedell. 
Igualmente, se interesó por otras lenguas minoritarias y su tradición escrita: pidió que las lenguas gaélicas fueran comparadas con la lengua de Vizcaya (vascuence) para ver si podía trazarse algún parentesco entre ambas, al saber que se decía que no había otro idioma igual a aquel; su interés por el sardo lo llevó a encargar que le trajeran libros escritos en aquel idioma; y siempre manifestó un vivo interés por el frisón, la lengua de Frisia, de la que señaló el gran parecido con el inglés, y con la que sufrió una viva decepción al ver la pobreza de su tradición escrita. En todos los casos, parece ser que animó al desarrollo de una cultura escrita en esos idiomas.
| Me decepcionó un poco descubrir que la edición de los Poetas Ingleses, para la que debía escribir sus prefacios y vidas, no era una empresa dirigida por él, sino que debía proporcionar un prefacio y una vida a cualquier poeta que los libreros quisieran. Le pregunté si lo haría con las obras de algún cretino, si se lo pedían. JOHNSON: "Sí, señor, y diré que era un cretino". Mi amigo parecía no tener muchas ganas de hablar de esta edición.—La Vida de Samuel Johnson, James Boswell, 1794. |

El último gran trabajo de Johnson fue su Lives of the English Poets (Vidas de los Poetas Ingleses). En 1779, un consorcio de libreros londinenses encabezados por Tom Davies, William Strahan y Thomas Cadell pidieron a Johnson que dirigiera una compilación crítica de las obras de los grandes poetas ingleses de los siglos XVII y XVIII. Johnson accedió a ello a cambio de 200 guineas, una cantidad significativamente inferior al precio que podría haber exigido. Las Lives son una extensa serie de estudios críticos y biográficos de la vida de 52 poetas ingleses. La selección no es enteramente de Johnson: la mayor parte de los poetas fueron incluidos a instancias de los libreros, que en muchos casos eran los dueños de los derechos de autor de las obras de dichos poetas. Johnson comenzó el trabajo con lentitud, con la intención de preparar una serie de prefacios breves para los poetas "menores", y centrarse en los más importantes (Milton, Shakespeare, Dryden, Pope). Sin embargo, conforme avanzaba en el proyecto, Johnson empezó a aumentar el calibre literario de cada prefacio. Asimismo, decidió involucrarse más de lleno en la selección de autores, y propuso la inclusión de obras de John Pomfret, Thomas Yalden, Richard Savage, Isaac Watts, Richard Blackmore y James Thomson. Las Vidas aparecían como prefacios a selecciones de la obra de cada poeta, y debido a la labor de Johnson, acabaron siendo más largas y detalladas de lo que se esperaba en un principio. La obra se terminó en marzo de 1781 y la colección de Lives completa se publicó en seis volúmenes. En el anuncio inicial de la obra, Johnson afirmó que "mi propósito es asignar a cada Poeta un Anuncio, como los que encontramos en las Misceláneas francesas, consistiendo [el prefacio] en solo en algunas fechas y de un carácter general." Sin embargo, quizás por haber accedido a compilar la obra por tan poco dinero, Johnson no se sintió obligado a ofrecer un estudio edulcorado de los poetas seleccionados por los libreros, y desplegó en sus estudios críticos análisis magistrales de las obras de cada uno de los poetas, de mucha mayor extensión y profundidad de la que anunció en un primer momento. Los estudios críticos de Johnson se convirtieron en cruciales en el desarrollo de la crítica literaria inglesa. Las Lives pueden ser leídas como una expresión de la mayoría de los temas importantes de la historia literaria británica entre 1600 y 1781, y reflejan de manera directa la historia social, filosófica y política de esa época. Desde el momento de su publicación, fueron un éxito con el público, y las limitaciones críticas de sus ensayos generaron toda una literatura secundaria destinada a discutir, valorar, o refutar las afirmaciones de Johnson sobre cada poeta. De esta forma, Johnson sentó las bases de la crítica literaria inglesa de los siglos posteriores.

### Últimos años (1782-1784)
Johnson no pudo disfrutar mucho tiempo de su éxito. Su amigo y patrón Henry Thrale murió repentinamente en 1782. Sus amistades habían esperado que este dejara una pensión a Johnson, pero no lo hizo, con lo que Johnson perdió el acceso a las comodidades diarias que sus largas estancias en la mansión de los Thrale en Streatham le proporcionaban. Johnson actuó como albacea de Henry Thrale, y estuvo a cargo de la liquidación de sus negocios, que incluían una fábrica de cerveza; Johnson afirmó: "No estamos aquí para vender una serie de cubas y calderas, sino el potencial de hacerse rico más allá de los sueños de la avaricia."
Su relación con la viuda de Thrale, Hester, comenzó a deteriorarse rápidamente, hasta romper con ella a raíz de su boda en el verano de 1784 con su antiguo maestro de canto, el profesor de música italiano Gabriel Mario Piozzi. A raíz de la muerte de Thrale, Johnson perdió todo patronazgo, y tuvo que vivir de sus recursos, que eran escasos. Aunque la imagen de Johnson siempre quede ligada a la del gran sabio encumbrado que da Boswell en su biografía, lo cierto es que durante la mayor parte de su vida Johnson vivió en una gran penuria económica. Sus escritos y ensayos fueron muy mal pagados, y apenas ganó nada de ellos. Salvo la breve visita a París con los Thrale en 1775, no realizó más viajes al continente porque no podía permitírselo. En sus últimos años vivió principalmente de la pensión de 300 libras anuales que recibía del gobierno y de la generosidad de sus amigos, y hasta que no le fue concedida la pensión, su situación económica fue tremendamente precaria y la causa de muchas de sus depresiones. En 1756 Samuel Richardson pagó una deuda de Johnson de 5 libras para sacarlo de la prisión de deudores en que lo habían confinado, y se sabe que Reynolds y Boswell le prestaban dinero a menudo, sin pretender que les fuera devuelto. Esto era, al parecer, algo bastante penoso para Johnson.

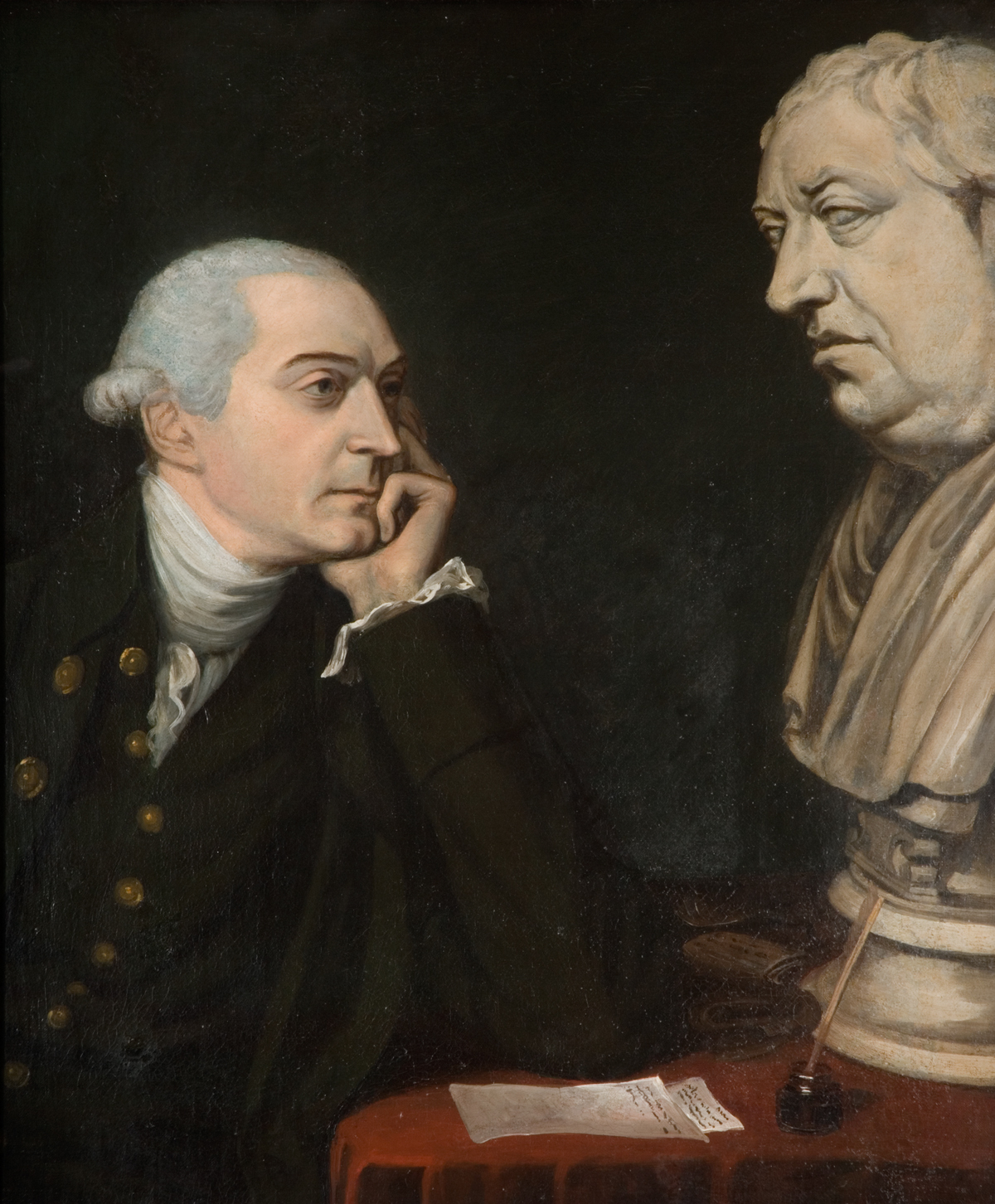
El amigo de Johnson, Bennet Langton contemplando el busto de Johnson de Johann Zoffany. Langton acompañó a Johnson durante sus últimos días.

Poco después de la muerte de Thrale, Johnson perdió a Robert Levet, un modesto médico de pobres al que Johnson había acogido bajo su techo en 1746, y que desde entonces había vivido en la buhardilla de su casa. La muerte de Levet fue un duro golpe para Johnson, que empezó a ver como su antiguo círculo personal se disolvía. Su ama de llaves, la poetisa ciega Anna Williams, estaba acosada por problemas de salud y fallecería unos meses más tarde en septiembre de 1783. En 1783 también perdió a su íntimo amigo Thomas Lawrence, presidente del colegio de médicos y médico personal de Johnson durante casi 20 años. Todo esto sumió a Johnson en una depresión, y su salud se comenzó a resentir. En 1783 empezó a padecer una afección pulmonar, y a finales de 1783 sufrió una serie de ataques que lo dejaron brevemente incapacitado para hablar, y lo confinaron a guardar cama entre el 14 de diciembre de 1783 y el 21 de abril de 1784, Estos ataques hicieron que Boswell y Reynolds, temiendo por él, planearan conseguirle que se le doblase su pensión estatal para que pudiera costearse un viaje a Italia o a algún lugar del sur de Europa, donde pasar el resto de sus días en un clima más cálido. Johnson, ante la noticia de esta gestión, se sintió tremendamente emocionado y casi se echó a llorar de agradecimiento pensando en el gran lujo con el que podría vivir con una pensión de 600 libras anuales (cantidad bastante modesta para una vida de lujo en aquella época). Sin embargo, pese a las gestiones de Boswell y Reynolds y el apoyo decidido del Lord Chancellor Edward Thurlow, el nuevo gobierno de Pitt “el Joven”, poco favorable al anciano Johnson, se negó a incrementar su pensión. Thurlow llegó a ofrecer a Johnson una hipoteca sin interés con la que doblar su pensión pero Johnson, decepcionado, rechazó la oferta y se resignó a continuar con su vida. A partir del verano de 1784 Johnson vivió en un estado de depresión y cierta amargura, al sentirse morir abandonado. Tras pasar el verano en Ashbourne, Lichfield, y Oxford con la esperanza de ver mejorar su salud, Johnson regresó en octubre de 1784 a Londres, donde su salud lo obligó a guardar cama. Incapacitado y aquejado de gota, a fin de recuperarse lejos de la "insalubridad" de Londres, a finales de noviembre de 1784 se trasladó convaleciente a la casa de su amigo el reverendo George Strahan en Islington, que por entonces era un suburbio rural a las afueras de Londres.
Su salud no mejoró, y se vio obligado a guardar cama. Durante este período recibió numerosas visitas de amigos y conocidos, que han dejado una gran cantidad de testimonios de los últimos días de Johnson. Su estado de salud fue seguido atentamente por el público, y se publicaban constantes boletines llenos de rumores sobre su estado. Sus últimos momentos estuvieron llenos de angustia mental y delirios. Cuando su médico, Thomas Warren, lo visitó y le preguntó si se sentía mejor, Johnson estalló con: "No, señor; ni usted puede concebir con qué aceleración avanzo hacia la muerte." Johnson permitió que su círculo lo visitara: Frances Burney los libreros Windham, Strahan, Hoole, Cruikshank; la señora Des Moulins y su sirviente Francis Barber; Joshua Reynolds, John Hawkins, Edmund Burke y Bennet Langton. Según Boswell, "Pocos días antes de su muerte, había preguntado a Sir John Hawkins, uno de sus albaceas, dónde sería enterrado, y al recibir la respuesta: "Sin duda, en la Abadía de Westminster", pareció sentir una satisfacción, muy natural en un Poeta". El 13 de diciembre de 1784 fue visitado por un profesor de italiano al que dijo "Soy Moriturus" (Soy quien está a punto de morir). Poco después entró en coma, y falleció a las 7 de la tarde del 13 de diciembre de 1784.
Su amigo Langton, que presenció el óbito, esperó hasta las 11 de la noche para decírselo a los demás, lo que hizo que John Hawkins se pusiera pálido y se sintiera invadido por "una agonía mental", además de que Seward y Hoole describieron la muerte de Johnson como "el espectáculo más horrible." Boswell comentó: "Mi sentimiento fue sólo una gran extensión de estupor... no podía creerlo. No podía creerlo. Mi imaginación no estaba convencida." William Gerard Hamilton se unió y declaró: "Ha dejado un abismo, que no sólo nada puede llenar, sino que nada puede llenar. -Johnson está muerto.– Vayamos al segundo mejor: No hay nadie; -ningún otro hombre puede decirse que te haga pensar en Johnson".
Johnson fue enterrado con todos los honores en la Abadía de Westminster, en el Poet’s Corner, junto a los grandes hombres de letras de Inglaterra. Su epitafio, en latín, es sencillo:
Samuel Johnson, LL.D.
Obiit XIII die Decembris,
Anno Domini
M.DCC.LXXXIV.
Ætatis suœ LXXV.
Tras su muerte, recibió multitud de homenajes, y se erigió también en su honor un gran monumento funerario en la Catedral de San Pablo en Londres.

## Personalidad
Hay pocas personalidades literarias cuya vida y carácter sean mejor conocidos que las de Samuel Johnson. Esto se debe en gran medida a la labor de James Boswell como biógrafo, pero también por la cantidad de escritos sobre Johnson que circularon desde incluso antes de su fallecimiento. El primer relato de su vida se publicó el mismo año de su muerte: A Biographical Sketch of Dr Samuel Johnson, de Thomas Tyers (1784). Al año siguiente, Boswell publicó The Journal of a Tour to the Hebrides (1785), donde relata desde su punto de vista el viaje que hizo con Johnson en 1773 a las Hébridas. Hester Thrale publicó en 1786 un anecdotario, Anecdotes of the Late Samuel Johnson, basado en entradas de su diario y otras notas, y en 1787 editó una selección de su correspondencia con Johnson. Sir John Hawkins, un amigo de Johnson que nunca estuvo en buenos términos con el resto del círculo de Johnson, publicó la primera biografía completa de Johnson en 1787, usando materiales que había obtenido siendo albacea de Johnson. La biografía de Hawkins fue muy criticada por los amigos de Johnson, acusándola de tendenciosa, imprecisa y de falsificar hechos. Finalmente, Boswell publicó su Life of Samuel Johnson en 1791, la que se convirtió en la biografía definitiva. Pese a ello, el interés en Johnson continuó: en 1792 Arthur Murphy publicó An Essay on the Life and Genius of Samuel Johnson, que sustituyó a la biografía de Hawkins como introducción a una colección de las Obras de Johnson. Fanny Burney, que describió a Johnson como "la reconocida cabeza de la literatura en este reino", y a la que el propio Johnson había alabado como "una mujer excepcional", llevó un diario que recoge detalles sobre Johnson no contenidos en ninguna otra biografía. Los diarios de Hester Thrale salieron a la luz y fueron publicados como Thraliana en 1942.

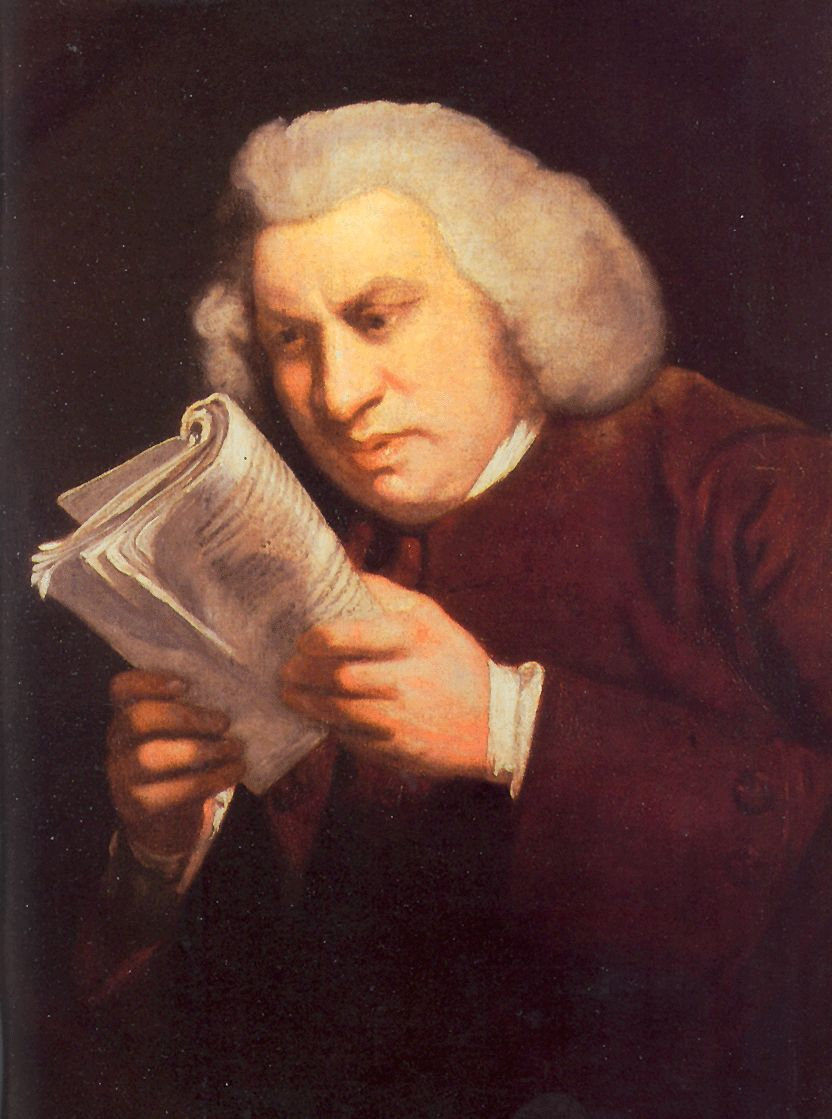
Samuel Johnson, retratado en 1775 por Joshua Reynolds. El retrato muestra la intensa concentración y la miopía de Johnson.

La fama de Johnson se debe en gran medida a la exitosa biografía de Boswell, Aunque Boswell hizo grandes esfuerzos para obtener materiales relativos a la juventud de Johnson (tanto del propio Johnson como de sus muchos conocidos) su Life of Samuel Johnson está principalmente centrada en los años posteriores a 1762, año en el que Boswell conoció a Johnson y comenzó a recopilar notas para una futura biografía. Para entonces Johnson, de 53 años, ya había alcanzado la fama y una cierta estabilidad económica, por lo que el libro tiende a ofrecer un retrato un tanto sesgado de Johnson, dando la impresión de que Johnson era un acerbo pero entrañable personaje de alta sociedad británica, a pesar de que en realidad vivió en la pobreza durante gran parte de su vida.
Basándose en la cantidad de fuentes primarias, la crítica posterior ha enfatizado la imagen de Johnson como un hombre que, pese a sufrir grandes dificultades económicas y sociales, superó a fuerza de esfuerzo y talento una gran cantidad de obstáculos para acabar por convertirse convertirse en el principal literato y escritor de su época. De ser el hijo de un librero de provincias arruinado, incapaz de costearse sus estudios en Oxford, y tan acosado por la pobreza que tenía que pasar las noches vagando por las calles de Londres porque no podía pagarse un alojamiento, acabó por ser enterrado con todos los honores en la Abadía de Westminster junto a los grandes hombres de letras de Inglaterra.

#### Características físicas
La personalidad de Johnson que tanto Boswell como el resto de sus biógrafos retratan es muy compleja. De una gran contextura física, Johnson tenía la vista y el oído muy débiles; su rostro presentaba varias cicatrices, por haber padecido escrófula cuando era un niño y a consecuencia de la cual perdió la visión de un ojo y la audición de un oído. También sufría de varios tics y movimientos involuntarios; se ha sugerido que los síntomas descritos por sus contemporáneos son compatibles con el síndrome de Tourette. Johnson era depresivo, tendiendo a lo que entonces se llamaba melancolía. Boswell afirma que Johnson a menudo "se sentía abrumado por una horrible melancolía, por una perpetua irritación, inquietud e impaciencia; y por un abatimiento, una melancolía y una desesperación que hacían de la existencia una miseria". Era además hipocondríaco, y sentía gran ansiedad y miedo de volverse loco, algo que discutió abiertamente con Hester Thrale al hablar de la caída en "la penuria y el manicomio" de Christopher Smart, del que había sido amigo. Thrale no obstante opinaba que lo que separaba a Johnson de los que acababan encerrados en el manicomio era su capacidad para contener esa clase de pensamientos y no hacerlos públicos. A fin de superar su episodios depresivos, Johnson intentaba mantenerse ocupado con todo tipo de actividades, como largas y obsesivas caminatas y hasta purgas y ayunos. Esto no parece que ayudara, y Taylor afirmó que Johnson llegó en algún momento a "contemplar seriamente el suicidio". Su libro favorito era la Anatomía de la Melancolía, de Robert Burton.
Consciente de sus peculiaridades físicas y psicológicas, Johnson decidió dedicarse a tareas que no requirieran estar a la vista del público; En su breve experiencia como maestro de escuela, los estudiantes se reían de él por sus tics, gesticulaciones extrañas y su compulsión de murmurar cosas de forma repetitiva tras fracasar en su intento de abrir una academia en Lichfield, parece que prefirió dedicarse a los libros, porque eran una ocupación que no requería estar de cara al público. Sus lecturas, "sin sistema" y muy variadas, le proveyeron con unos conocimientos enciclopédicos de todo tipo de temas, desde filosofía, literaturas griegas y latinas hasta derecho, mecánica, economía y química, con lo que era capaz de escribir rápidamente sobre todo tipo de temas, usando para ello un vasto arsenal de fuentes que a menudo era capaz de citar de memoria.

#### Creencias religiosas
| Johnson desaprobaba que el Dr. Dodd hubiera dejado este mundo persuadido de que el sermón El discurso del convicto a sus infelices hermanos era de su propia autoría. 'Pero, señor (dije yo), usted contribuyó al engaño, pues cuando el señor Seward le expresó la duda de que [el sermón] no era de Dodd, porque tenía mucha más fuerza de espíritu que cualquier otra cosa conocida como suya, usted respondió: "¿Por qué debería pensar eso? Créalo, señor: cuando un hombre sabe que va a ser ahorcado en quince días, concentra su mente maravillosamente."' JOHNSON. Señor, cuando entregué el sermón a Dodd para que lo hiciera pasar como suyo mientras eso le sirviera de algo, había una promesa implícita de que yo no reclamaría su autoría. Por lo tanto, reclamarla habría sido decir una mentira, con el añadido del incumplimiento de la promesa, lo que es peor que simplemente decir una mentira para hacer creer que era de Dodd. Además, señor, no mentí DIRECTAMENTE: dejé el asunto en suspenso. Tal vez pensé que Seward no creería menos que el sermón era mío por lo que dije; pero no quería que dijera que era mío".—Extracto de La vida de Samuel Johnson, por James Boswell, donde Boswell y Johnson discuten la autoría de un sermón que Johnson escribió para William Dodd. |

Johnson era un anglicano devoto, pero aunque sus escritos siempre denotaban un cierto moralismo cristiano, Johnson no era doctrinario y a menudo sorprendía a sus conocidos por su pragmatismo moral. Nunca permitió que su fe lo predispusiera en contra de otras personas, y siempre expresó un gran respeto por los seguidores de otras denominaciones cristianas que demostraran seguir las enseñanzas de Jesucristo: era amigo de cuáqueros, presbiterianos, católicos y clérigos no-comformistas. Aunque admiraba la poesía de John Milton, nunca pudo tolerar las creencias puritanas y republicanas del mismo, al considerarlas contrarias al cristianismo y a Inglaterra.
Johnson era asimismo una persona muy compasiva. A lo largo de su vida, ofreció ayuda económica a numerosos amigos en dificultades, y acogió bajo su propio techo a Anna Williams, una poetisa menor, pobre y ciega que acabó por convertirse en su ama de llaves. También acogió a Robert Levett (1705–1782), un depauperado médico que atendía a los pobres al que lo unía una profunda amistad. Posteriormente acogió a la señora Desmoulins y a su hija; Desmoulins era hija del Dr. Swinfen, padrino de Johnson, y había quedado arruinada en su viudedad. La generosidad de Johnson se extendía a otros pese a que en muchas ocasiones casi no podía mantenerse ni a sí mismo.
Tampoco dudaba nunca de extender su generosidad por medio de su influencia, escribiendo cartas de recomendación y peticiones a favor de todo tipo de personas en apuros. A lo largo de su vida, se involucró personalmente en causas benéficas a favor de muchas personas a las que por motivos sociales o políticos, nunca había conocido. A finales de 1749, encabezó la propuesta para celebrar una colecta y una representación benéfica a favor de Elizabeth Foster, nieta del poeta John Milton y por entonces su última descendiente, redactando varios artículos y cartas a su favor. En 1777 intentó salvar de la pena de muerte al reverendo William Dodd, que estaba condenado por haber falsificado un bono de 4.200 libras a nombre de su antiguo pupilo Lord Chesterfield. William Dodd era un macaroni y tenía fama de disoluto y liberal; Johnson sólo lo había visto una vez años atrás, y su diferencia de estatus social y estilo de vida nunca los habían acercado. Pese a ello Johnson, que respetaba los escritos de Dodd, accedió desde el primer momento a ayudarlo, y encabezó la campaña pública para conmutar su sentencia por el destierro; Johnson fue el autor de muchas de sus peticiones de clemencia, lo visitó repetidas veces en la prisión de Newgate, y hasta escribió para él un celebrado sermón. Pese a sus esfuerzos y a una petición de 37 páginas que recabó 23,000 firmas a favor de Dodd, este fue finalmente ahorcado en Tylburn el 27 de junio de 1777.

#### Opiniones políticas
Johnson era un acérrimo tory en el sentido dieciochesco del término: un defensor de una autoridad monárquica fuerte y de los derechos al trono de los Estuardo, de la Iglesia anglicana, de las jerarquías sociales tradicionales y de los intereses de las clases terratenientes y, a menudo, opuesto a las políticas whig que favorecían el comercio, la causa de los independentistas de las colonias y las limitaciones constitucionales a la monarquía.Durante su juventud no escondió sus opiniones jacobitas y su apoyo a la casa de Estuardo,aunque luego de la ascensión al trono de Jorge III parece que moderó esta opinión y reconoció el derecho de la casa de Hannover al trono de Inglaterra.Aun así, no escatimaba invectivas contra la política de los sucesivos gobiernos whigs de la época.
Sin embargo, su personalidad distaba mucho de ser sectaria o conservadora. La opinión general de que Johnson era un conservador se debe sobre todo a Boswell. Boswell no conocía a Johnson durante dos períodos de la vida del mismo en los que estuvo políticamente activo: durante el gobierno de Robert Walpole, y durante la Guerra de los Siete Años. Sobre todo durante el primero de estos períodos, la actividad panfletaria de Johnson se dedicó a socavar los esfuerzos del muy conservador Walpole, y las posturas de Johnson frente a la Guerra de los Siete Años distaban mucho de ser conservadores. La decisión de Boswell de presentar a Johnson como un conservador se debe a la oposición del mismo a la causa de las Trece Colonias durante la Guerra de la Independencia de los Estados Unidos. Mientras Boswell defendía la causa independentista, Johnson se opuso a la misma y escribió dos panfletos, La falsa alarma y Los impuestos no son tiranía, muy críticos con las Trece Colonias, algo que Boswell criticó en su biografía.
Contra este retrato de un Johnson tory y conservador, se encuentra el de un Johnson opuesto a la esclavitud, que describió como «un estado inmoral». Sus actitudes abolicionistas eran notorias: Johnson llegó una vez a proponer un brindis «a favor de la siguiente rebelión de los negros en las Indias Occidentales». No dudó nunca en apoyar y escribir a favor de la libertad de los esclavos, y se interesó personalmente por los casos de James Somerset y de Joseph Knight, ambos esclavos que habían sido llevados al Reino Unido desde América por sus dueños, y que lograron su libertad tras pleitear contra sus amos en 1772 y 1778, respectivamente, en el Tribunal Supremo de Inglaterra y el Tribunal Supremo de Escocia; la victoria judicial de ambos, fundamentada en la noción legal de que la esclavitud nunca había existido en Inglaterra o Escocia, supuso de facto la prohibición de poseer esclavos en la isla de Gran Bretaña. Se interesó siempre por la educación de los esclavos y de su propio sirviente, Francis Barber, un antiguo esclavo al que había liberado y al que legó toda su fortuna al fallecer (un hecho que Boswell y John Hawkins criticaron con vehemencia).
 

Asimismo, Johnson expresó opiniones muy duras en contra del colonialismo europeo. Afirmó que su universidad favorita era la Universidad de Salamanca, porque cuando la Corona española inquirió sobre la legalidad de la conquista de América, Salamanca no dudó en declararla totalmente ilegal. Igualmente, describió la Guerra franco-indígena entre Francia y el Reino Unido como una guerra entre "dos ladrones" que intentaban apoderarse de las tierras de los indígenas americanos, y que ningún colono de las dos potencias en contienda tenían derecho a vivir allí. Su desprecio hacia las Trece Colonias estaba basado en lo que consideraba como una ocupación ilegal e immoral de tierras que pertenecían legítimamente a los indígenas, y en su desagrado hacia la explotación de los esclavos en las Trece Colonias; su oposición a la Guerra de la Independencia de Estados Unidos se debía no a un supuesto interés de Johnson de propiciar la causa colonial británica, sino a que estaba convencido de que tanto los esclavos como los indígenas serían mejor tratados si los colonos americanos seguían sometidos a la soberanía británica. Tras la firma del tratado de París de 1783, Johnson afirmó encontrarse "profundamente alarmado" por el "estado de este reino."
| El autor y Pope tal vez nunca han visto las miserias que imaginan son tan fáciles de soportar. Los pobres, en efecto, son insensibles a muchas de las pequeñas molestias que a veces amargan las posesiones y contaminan los goces de los ricos. No les duele la incivilidad casual, ni se mortifican por la mutilación de un cumplido; pero esta felicidad es como la de un malhechor que deja de sentir las cuerdas que le atan cuando las tenazas le desgarran la carne.—Extracto de la mordaz reseña escrita por Johnson sobre A Free Enquiry into the Nature and Origin of Evil ("Una investigación libre sobre la naturaleza y el origen del mal"), de Soame Jenyns. |

Es cierto que Johnson era a menudo hostil contra los que percibía como radicales o liberales (llegó a decir que "los innovadores son los que después de ordeñar a la vaca intentan ordeñar al toro"), criticando la percepción de que insistir en cambiar las cosas necesariamente llevara a mejoras, Despreciaba a David Hume, al que acusaba de ateísmo e inmoralidad y no apreciaba a Voltaire, pese a admitir el valor de algunas de sus obras. Era no obstante amigo personal de muchos liberales: uno de sus grandes amigos fue el gran estadista whig Edmund Burke, al que elogiaba siempre sin reservas; visitaba casi anualmente a su amigo el reverendo John Taylor en Ashbourne, un acaudalado clérigo whig amigo de los Devonshire, e incluso escribía sus sermones. Igualmente, le gustaba codearse entre bastidores con los actores del Drury Lane, pese a abiertamente denostar a los actores por ejercer una profesión que le parecía socialmente inferior (opinión influenciada por el profundo desprecio que profesó toda su vida a Colley Cibber). Pese a esto, no dejó nunca de elogiar la generosidad de su amigo el actor David Garrick, y no permitía que nadie dijera nada en su contra en su presencia. Tuvo asimismo una relación sorprendentemente cordial con el polemista radical John Wilkes, pese al miedo que sus amigos tenían de que un encuentro entre ambos llevara a un enfrentamiento, y con el whig radical Charles James Fox, que fue miembro de su club.

Johnson era una persona que sobre todo admiraba la independencia de carácter, y odiaba la opresión y la injusticia de los poderosos. De su amistad con Richard Savage se desprende la admiración que la personalidad de Savage despertaba en él, como alguien decidido a mantener su dignidad frente a los insultos y a la pobreza. Johnson siempre trató de mantener esa misma actitud. Nunca buscó ni aceptó el patrocinio de ningún aristócrata de la época, y cuando aceptó su pensión, lo hizo sin haberla solicitado, e insistiendo en recibirla sin ninguna atadura política. La ayuda económica que recibió alguna vez de sus amigos, como Boswell o Reynolds, era para él una fuente de humillación.
| WILKES. "Por favor, Boswell, ¿cuánto puede ganar en un año un abogado escocés? BOSWELL. "Creo que dos mil libras." WILKES."¿Cómo es posible gastar ese dinero en Escocia?" JOHNSON: "Señor, el dinero puede gastarlo en Inglaterra, pero hay una cuestión más difícil. Si un hombre en Escocia se apodera de dos mil libras, ¿qué queda para el resto de la nación?"—Conversación entre John Wilkes, James Boswell y Samuel Johnson que tuvo lugar el 8 de mayo de 1781, recogida en La Vida de Samuel Johnson. |

Algunos de sus mejores escritos son en los que analiza la pobreza, que temía y repudiaba: "Imponer la pobreza irreversible a una generación tras otra, sólo porque el antepasado era pobre, es, en sí mismo, cruel e injusto, y es totalmente contrario a las máximas de una nación comercial". Criticó las leyes de pobres que encarcelaban a los vagabundos, defendiendo que éstos no eran culpables de no poder trabajar cuando sencillamente no había trabajo, y se mostró a favor de la naciente industralización como una forma de generar empleo y bienestar.
En su biografía, Boswell se refiere a Johnson como "Dr. Johnson" tan a menudo que siempre se le conocería como tal, aunque Johnson odiaba que le llamaran así, y prefería ser llamado Mr. Johnson. Aunque Boswell, un escocés, fue un compañero y amigo cercano de Johnson durante muchos momentos importantes de su vida, al igual que muchos de sus compatriotas ingleses, Johnson tenía fama de despreciar a Escocia y a sus gentes. Incluso durante su viaje juntos por Escocia, Johnson "mostraba prejuicios y un estrecho nacionalismo". Hester Thrale, al resumir las opiniones nacionalistas de Johnson y su prejuicio anti-escocés, dijo: "Todos sabemos lo bien que le gustaba maltratar a los escoceses y, de hecho, ser maltratado por ellos a su vez". Algunas de sus anécdotas más mordaces son, de hecho, las concernientes a Escocia.

## Legado

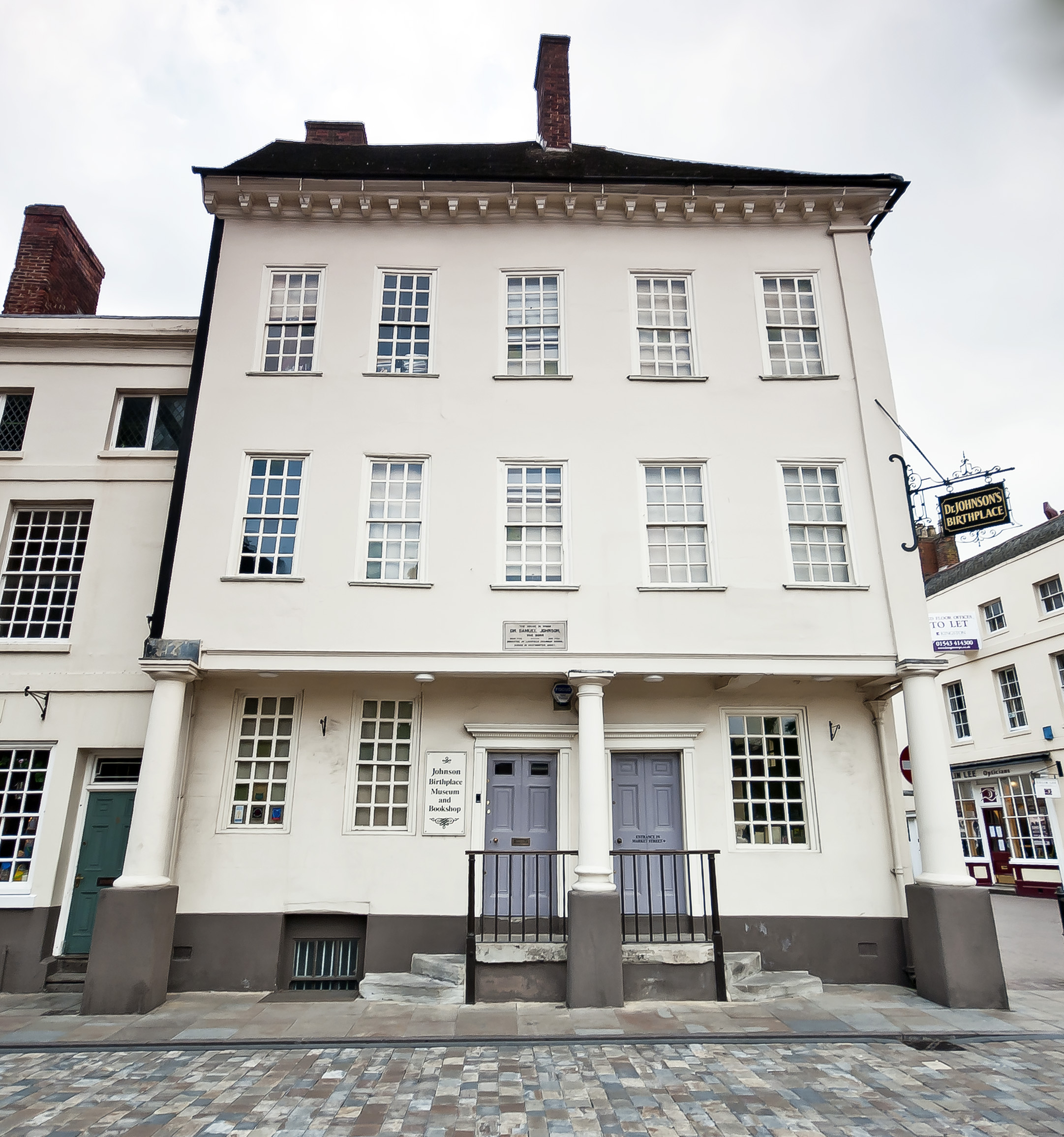
Casa natal de Samuel Johnson en Lichfield. En la actualidad, un museo dedicado a su figura.

Johnson fue, en palabras de Steven Lynn, "algo más que un escritor y un erudito conocido": fue una celebridad, ya que las actividades y el estado de su salud en sus últimos años fueron recogidos constantemente en varias revistas y periódicos, y cuando no había nada que informar, la prensa se inventaba algo. Según Bate, "Johnson amaba la biografía" y "cambió todo el curso de la biografía para el mundo moderno." Un subproducto fue la biografía más famosa de la literatura inglesa, La vida de Samuel Johnson de Boswell, y hubo muchas otras memorias y biografías de tipo similar escritas sobre Johnson después de su muerte. El retrato que Boswell ofrece de Johnson es el más conocido. Aunque algunos críticos han cuestionado su condición de verdadera biografía, la obra alcanzó el éxito cuando Boswell y sus amigos la promovieron a expensas de las muchas otras obras sobre la vida de Johnson.

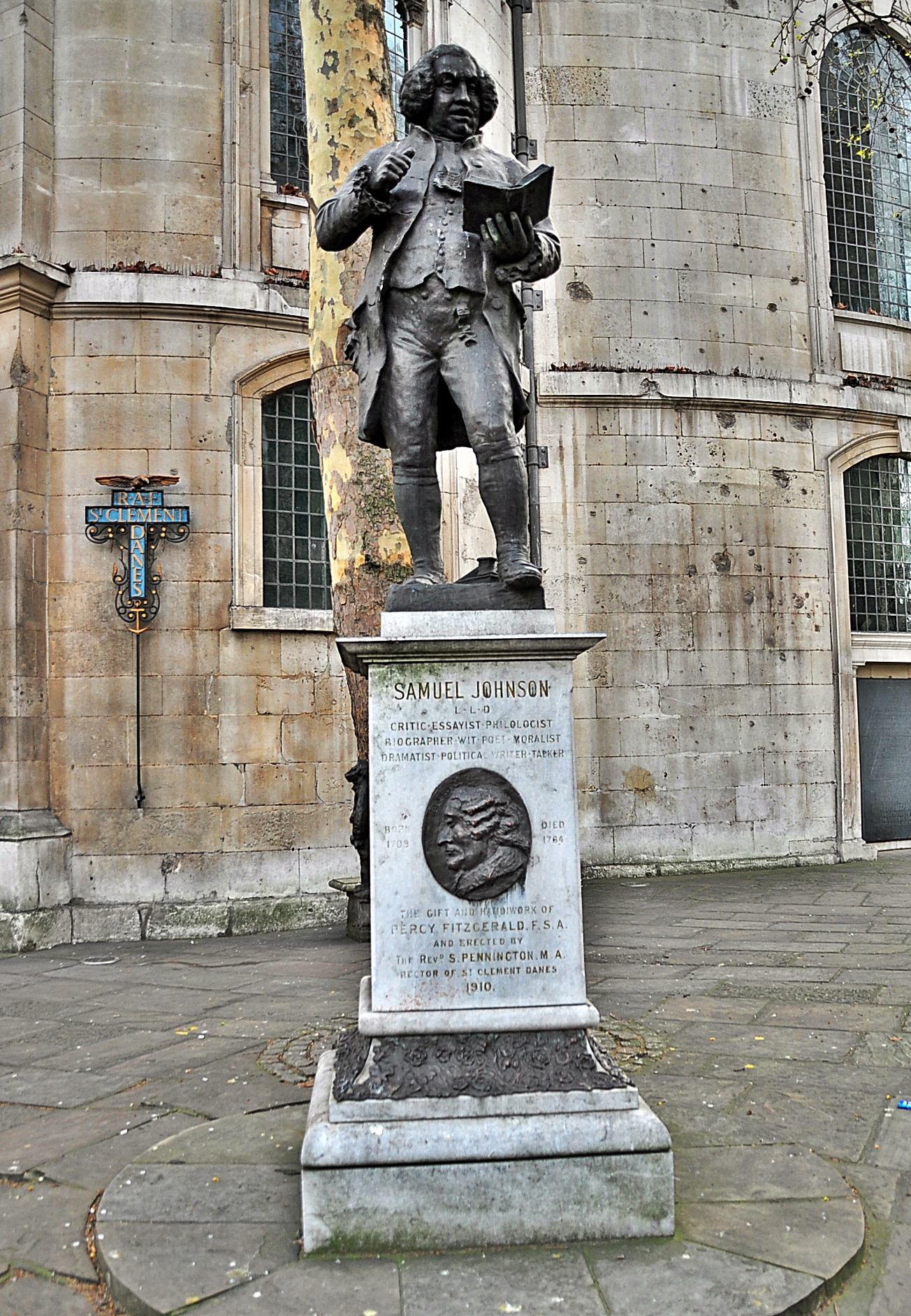
Estatua de Samuel Johnson en Aldwych, Londres.

Como crítico literario, Johnson tuvo una influencia duradera, aunque no todo el mundo lo veía con buenos ojos. Algunos, como Macaulay, consideraban a Johnson un cretino que produjo algunas obras respetables, y otros, como los poetas románticos, se oponían completamente a las opiniones de Johnson sobre la poesía y la literatura, especialmente en lo que respecta a Milton, Sin embargo, algunos de sus contemporáneos no estaban de acuerdo: Racine et Shakespeare de Stendhal se basa en gran parte en las opiniones de Johnson sobre Shakespeare y Johnson influyó profundamente en el estilo de escritura y la filosofía de Jane Austen. Aunque Johnson sentó los términos del debate literario en lo concerniente a las figuras de Shakespeare, Milton, Dryden, Pope, Addison, Swift, McPherson y Gray, la crítica de la primera mitad del siglo XIX se desarrolló en torno al rechazo de sus opiniones, y la literatura secundaria empezó a ignorar los escritos de Johnson. Igualmente, su poesía cayó en un olvido relativo, a favor del estilo romántico menos neoclásico. Así, durante el siglo XIX su figura fue más conocida como el lexicógrafo y erudito conservador que retrata Boswell, y como una fuente de anécdotas y aforismos. Su Diccionario fue el principal diccionario de la lengua inglesa hasta la publicación del Oxford English Dictionary en 1884.
Su figura como crítico literario y escritor comenzó a revitalizarse a partir de finales del siglo XIX. Matthew Arnold, en sus Seis Vidas Principales, consideró las Vidas de Milton, Dryden, Pope, Addison, Swift y Gray como "puntos que se erigen como otros tantos centros naturales, y al volver a ellos siempre podemos encontrar nuestro camino de nuevo". Críticos literarios como G. Birkbeck Hill y T. S. Eliot fueron los primeros en tratar a Johnson como un crítico literario serio, y comenzaron a estudiar las obras de Johnson centrándose cada vez más en el análisis crítico que se encuentra en su edición de Shakespeare y Vidas de los poetas. Yvor Winters afirmaba que "Un gran crítico es el más raro de todos los genios literarios; quizás el único crítico en inglés que merece ese epíteto es Samuel Johnson." F. R. Leavis estaba de acuerdo y, sobre la crítica de Johnson, dijo: "Cuando lo leemos sabemos, sin lugar a dudas, que tenemos aquí una mente poderosa y distinguida que opera de primera mano sobre la literatura. Esto, podemos decir con rotunda convicción, es realmente crítica." Edmund Wilson afirmó que "Las Vidas de los Poetas y los prefacios y comentarios sobre Shakespeare se encuentran entre los documentos más brillantes y más agudos de toda la crítica inglesa".

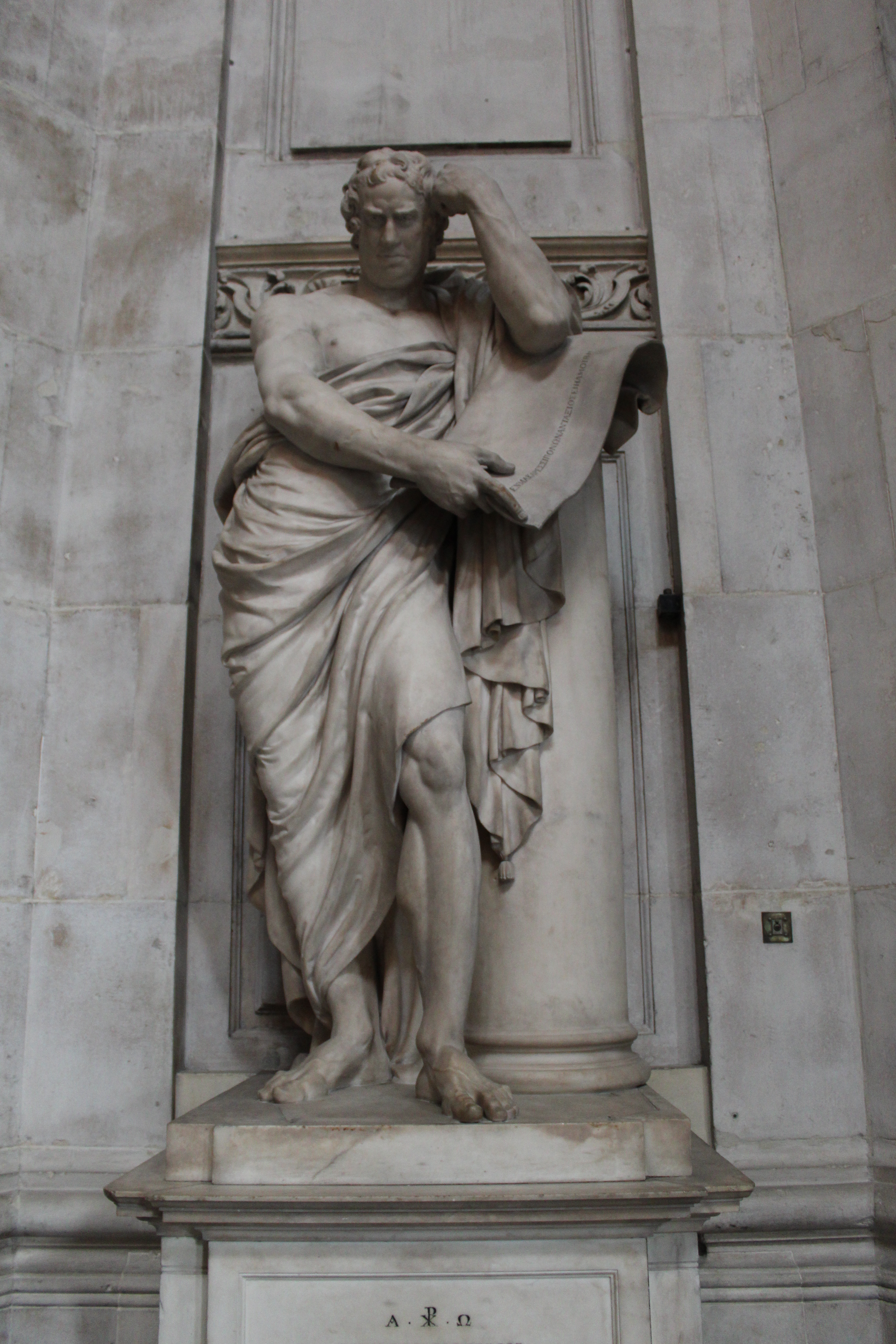
Monumento en honor a Samuel Johnson en la catedral de San Pablo de Londres.

El crítico Harold Bloom situó la obra de Johnson firmemente dentro del canon occidental, describiéndolo como "incomparable con cualquier crítico de cualquier nación antes o después de él ... Bate, en la mejor visión de Johnson que conozco, subrayó que ningún otro escritor está tan obsesionado por la comprensión de que la mente es una actividad, que se convertirá en destructiva para uno mismo o para los demás a menos que se dirija al trabajo." No es de extrañar que su insistencia filosófica en que el lenguaje dentro de la literatura debe ser examinado se convirtiera en un modo predominante de la teoría literaria durante la mitad del siglo XX.
En el Reino Unido, la figura de Johnson sigue causando profunda admiración. Existen numerosas sociedades formadas en torno a la vida y la obra de Samuel Johnson y dedicadas a su estudio y disfrute. En el bicentenario de la muerte de Johnson, en 1984, la Universidad de Oxford celebró una conferencia de una semana de duración con 50 ponencias, y el Consejo de las Artes de Gran Bretaña organizó una exposición de "retratos jonsonianos y otros recuerdos". El Times y Punch produjeron parodias del estilo de Johnson para la ocasión. En 1999, el canal de televisión BBC Four puso en marcha el Premio Samuel Johnson, un galardón para obras de no ficción.
La mitad de la correspondencia que se conserva de Johnson, junto con algunos de sus manuscritos, ediciones de sus libros, pinturas y otros objetos relacionados con él, se encuentran en la biblioteca de la Universidad de Harvard desde 2003. La colección incluye borradores de su Plan para un diccionario, documentos relacionados con Hester Thrale Piozzi y James Boswell (incluidas las pruebas corregidas de su Vida de Johnson) y una tetera propiedad de Johnson.
Johnson cuenta con dos museos en el Reino Unido. El principal se encuentra en su casa natal de Lichfield, conservada intacta, y que alberga numerosos objetos personales y correspondencia y escritos suyos, principalmente procedentes del abundante legado de objetos personales que dejó a su sirviente Francis Barber. El segundo es la casa en la que vivió entre 1748 y 1759 en Gough Square, Londres, que fue restaurada a comienzos del siglo XX y abierta al público en 1914. También cuenta con varias estatuas: una situada frente a su casa natal en la plaza del mercado de Lichfield; otra en Aldwych en Londres; otra en Stratford-upon-Avon; y otra en Uttoxeter. Frente a la casa de Johnson en Gough Square se encuentra una estatua de su gato, Hodge. El 18 de septiembre de 2017, Google conmemoró el 308º cumpleaños de Johnson con un Google Doodle. La fecha de su muerte, el 13 de diciembre, se conmemora en el Calendario de los Santos de la Iglesia de Inglaterra. Hay un monumento en su honor en la Catedral de San Pablo de Londres.

## Obras selectas
| Biografías, críticas, trabajos lexicográficos |                                                      |
| 1745                                          | Life of Richard Savage                               |
| 1755                                          | A Dictionary of the English Language                 |
| 1765                                          | The Plays of William Shakespeare                     |
| 1775                                          | A Journey to the Western Islands of Scotland         |
| 1781                                          | Vidas de los poetas ingleses más eminentes           |
| Ensayos, panfletos, revistas                  |                                                      |
| 1747                                          | Plan for a Dictionary of the English Language        |
| 1750-1752                                     | The Rambler                                          |
| 1758-1760                                     | The Idler                                            |
| 1770                                          | The False Alarm                                      |
| 1774                                          | The Patriot                                          |
| Poesía                                        |                                                      |
| 1738                                          | London                                               |
| 1747                                          | Prologue at the Opening of the Theatre in Drury Lane |
| 1749                                          | The Vanity of Human Wishes                           |
| 1749                                          | Irene, a Tragedy                                     |
| Novela corta                                  |                                                      |
| 1759                                          | The History of Rasselas, Prince of Abissinia         |

### Edición en español
- Johnson, Samuel (2015). Ensayos literarios: Shakespeare, vidas de poetas y The Rambler. Galaxia Gutenberg. ISBN 978-84-15863-87-8.

- Johnson, Samuel (2007). La historia de Rasselas, príncipe de Abisinia. Editorial Berenice. ISBN 978-84-96756-12-0.

- Johnson, Samuel (2006). Viaje a las islas occidentales de Escocia. Krk Ediciones. ISBN 978-84-8367-003-3.

- Johnson, Samuel (2004). Londres. Gómez Flores, Andrés. ISBN 978-84-923337-3-8.

- Johnson, Samuel (2003). Prefacio a Shakespeare. El Acantilado. ISBN 978-84-96136-12-0.

- Johnson, Samuel (1988). Vida de los poetas ingleses. Ediciones Cátedra. ISBN 978-84-376-0744-3.

## Citas
- "Comúnmente se observa que cuando dos ingleses se encuentran, de lo primero que hablan es sobre el tiempo; están impacientes por decir al otro lo que ambos ya saben, que hace calor o frío, que está soleado o nublado, ventoso o calmado."
  - The Idler, n.º 11 (24 de junio de 1758)
- "El patriotismo es el último refugio de los canallas."
- "Los gritos más altos que claman por la libertad se oyen entre los traficantes de esclavos negros."
  - Taxation  No Tyranny; An Answer to the Resolutions and Address of the American Congress (London, 1775)
- "El éxito en la vida consiste en seguir siempre adelante."
- "El que aguarda para hacer mucho de una sola vez, nunca hará nada."
- "El que hace una bestia de sí mismo, se deshace del dolor de ser humano."
- "Casarse por segunda vez es el triunfo de la esperanza sobre la experiencia."
- "En su vuelo natural, el espíritu humano no va de placer en placer, sino de esperanza en esperanza."
- "Es necesario esperar, aunque la esperanza haya de verse siempre frustrada, pues la esperanza misma constituye una dicha, y sus fracasos, por frecuentes que sean, son menos horribles que su extinción."
- "La curiosidad es una de las más permanentes y seguras características de una vigorosa inteligencia."
- "La prudencia guarda en seguridad a la vida, pero pocas veces la hace dichosa."
- "Las cadenas de un hábito no se sienten; las adquirimos con mucha facilidad, mas después nos cuesta mucho romperlas."
- "Las diminutas cadenas de los hábitos son generalmente demasiado pequeñas para sentirlas, hasta que llegan a ser demasiado fuertes para romperlas."
- "Ninguno, imitando a otros, llegó a ser auténticamente grande... y dejó de ser él."
- "Nuestros deseos siempre se aumentan con nuestras posesiones. El conocimiento de que hay algo todavía que nos pueda satisfacer, no se puede comparar con el gozo de las cosas que tenemos por delante."
- "Que la gente vulgar exprese sus ideas con claridad está lejos de ser cierto, y cuando lo hace no se debe a su facilidad de expresión, sino a la superficialidad de sus ideas."
- "Se puede tener por compañera la fantasía, pero se debe tener como guía a la razón."
- "Tenga lo que tenga, gaste menos."
- "Conforme sé más de la humanidad, espero menos de ella, y ahora estoy dispuesto a decir que un hombre es bueno con menor exigencia de la que antes habría impuesto."
- "Nunca he conocido a un disidente capaz de razonar."
- "Podré ser conquistado, pero no capitularé."
- "Señor, he encontrado un razonamiento idóneo para usted, pero no me considero en la obligación de encontrarle también un sensato entendimiento."
- "¿Señor, tanto desconoce usted la naturaleza humana como para ignorar que un hombre bien puede ser muy sincero en buenos principios sin que por ello los lleve nunca a la práctica?"
- "Aquél que alaba a todo el mundo no alaba a nadie."
- "A las personas más habitualmente hay que recordarles que informarles."
- "El conocimiento puede ser de dos especies: o bien conocemos un tema nosotros mismos, o bien sabemos donde encontrar información sobre él."
- "La vida es un viaje de carencia en carencia, no de gozo en gozo."
- "Es mejor vivir rico que morir siéndolo."
- "Si estás solo, no estés desocupado; si estás desocupado, no estés solo."
- "Es raro que haya tan pocos lectores en este mundo, pero tantas lecturas. La gente en general no lee por propia voluntad si son capaces de encontrar cualquier otra cosa que los entretenga."
- "De todos los ruidos, creo que la música es el menos desagradable."
- "Ningún hombre será marinero si encuentra alguna manera de que lo envíen a prisión, pues estar en un barco es como estar en una cárcel, pero con el riesgo añadido de morir ahogado."
- "Una mosca, señor, puede picar a un caballo majestuoso y hacerlo estremecerse de dolor; pero la primera seguirá siendo nada más que un insecto, y el segundo, empero, un caballo." (Refiriéndose a los críticos)
- "Los diccionarios son como los relojes: el peor es mejor que ninguno, pero del mejor uno no puede esperar que sea del todo preciso."
- "Hay pocas cosas que resulten imposibles de la mano de la paciencia y de la diligencia."
- "Los ejemplos tienen más fuerza que los preceptos."
- "El mundo aún no se ha agotado del todo: dejadme ver algo mañana que aún no haya visto hoy."
- "Aquel que se convierte en una fiera se libra del dolor de ser hombre"
- "PATROCINADOR, sust.: Alguien que tolera, apoya o protege a otros. Usualmente, un desgraciado que apoya con insolencia, y es pagado con adulación."
- "AVENA, sust.: Cereal que en Inglaterra sirve de alimento a los caballos, pero del que en Escocia se alimentan las personas."
  - En respuesta a esta definición de la avena, una dama escocesa le dijo: "Señor, nosotros en Escocia también damos avena a los caballos", a lo que el Dr. Johnson contestó: "Me alegro, señora, de que en Escocia se cuide tan bien a los caballos como a las personas."